# Cao ủy Liên Hợp Quốc về người tị nạn
Cao ủy Liên Hợp Quốc về người tị nạn (tiếng Anh: United Nations High Commissioner for Refugees, viết tắt UNHCR), hay Cao uỷ Tị nạn Liên Hợp Quốc, thường gọi tắt là "Cao ủy Tị nạn", được thành lập ngày 14 tháng 12 năm 1950 và có trụ sở tại Genève (Thụy Sĩ).

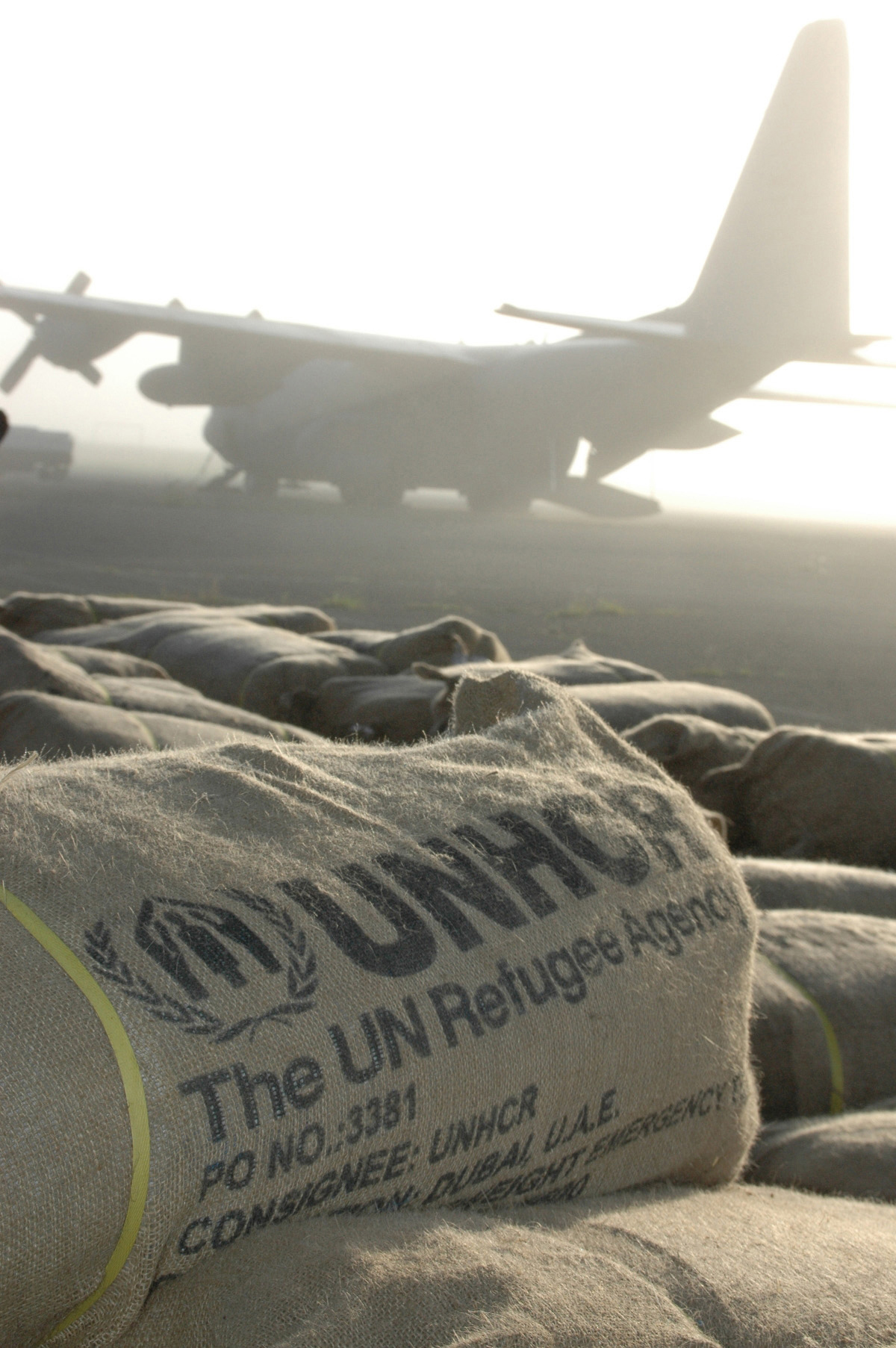

Tiền thân của tổ chức này là Tổ chức quốc tế về người tị nạn (International Refugee Organization), và trước nữa là Cơ quan Liên Hợp Quốc về Cứu tế và Phục hồi (United Nations Relief and Rehabilitation Administration).
Mục đích của Cao ủy là chỉ huy và phối hợp các hoạt động quốc tế nhằm bảo vệ người tị nạn và giải quyết các vấn đề về tị nạn trên toàn thế giới.
Cao ủy đã được tặng Giải Nobel Hòa bình hai lần: 1954 và 1981.

## Danh sách các Cao ủy trưởng
Các Cao ủy viên
| Tt | Cao ủy                         | Từ nước    | Thời gian                             |
| -- | ------------------------------ | ---------- | ------------------------------------- |
| 11 | Filippo Grandi                 | Ý          | 2016– Hiện nay                        |
| 10 | António Guterres               | Bồ Đào Nha | 2005–2015                             |
| -  | Wendy Chamberlin               | Hoa Kỳ     | tháng 2-6/2005, Tạm thời              |
| 9  | Ruud Lubbers                   | Hà Lan     | 2001–2005, Từ chức vì điều tra nội bộ |
| 8  | Sadako Ogata                   | Nhật Bản   | 1990–2000                             |
| 7  | Thorvald Stoltenberg           | Na Uy      | tháng 1–11/1990                       |
| 6  | Jean-Pierre Hocké              | Thụy Sĩ    | 1986–1989                             |
| 5  | Poul Hartling                  | Đan Mạch   | 1978–1985                             |
| 4  | Sadruddin Aga Khan             | Iran       | 1965–1977                             |
| 3  | Félix Schnyder                 | Thụy Sĩ    | 1960–1965                             |
| 2  | Auguste R. Lindt               | Thụy Sĩ    | 1956–1960                             |
| 1  | Gerrit Jan van Heuven Goedhart | Hà Lan     | 1951–1956                             |
| x  | Fridtjof Nansen                | Na Uy      | 1922-1927, Cao ủy Hội Quốc Liên       |

Trước khi thành lập của UNHCR, từ năm 1922, Fridtjof Nansen là Cao ủy Liên minh các Quốc gia của Văn phòng quốc tế Nansen về người tị nạn (Nansen International Office for Refugees).